# Éloi Labarre
Étienne Éloi Labarre (Chiry-Ourscamp, 17 agosto 1764 – Vitry-sur-Seine, 20 maggio 1833) è stato un architetto francese.

## Biografia
Realizzò il progetto per la colonna della Grande Armée a Wimille, costruita nel 1804 per ordine di Napoleone Bonaparte. Dal 1825 al 1827, costruì il teatro Monsigny a Boulogne-sur-Mer (distrutto in un incendio nel 1854 e ricostruito nello stesso luogo nel 1860).
Ottenne il secondo premio al Prix de Rome in architettura nel 1797.
Fu responsabile del completamento del Palais Brongniart tra il 1813 e il 1826, dopo la morte di Alexandre-Théodore Brongniart.